# Estación de Moreres
Moreres es una parada tranviaria perteneciente a la red de Metrovalencia y está ubicada en la calle Les Barraques del Figuero. Fue inaugurada el 17 de mayo de 2022 junto con la línea 10 de metro.

## Accesos
La estación posee un acceso y está adaptada a discapacidad física, visual y auditiva.